# V́
La V con acento agudo (Mayúscula: V́ minúscula: v́), es un grafema utilizado en la escritura del idioma rawang, en la romanización del alfabeto Karosti y que se utilizó en la escritura del idioma võro. Esta es la letra V diacritizada con acento agudo.

## Uso
En rawang, 'v́' representa una vocal media central /ə/ con un tono alto y descendente.
En võro, 'v́' representa el mismo sonido que la letra V /v/, y el acento agudo indica palatalización, dando /vʲ/.

## Codificación
V con acento agudo no tiene un carácter precompuesto de Unicode, pero se puede representar con la suma de los caracteres de V más el de acento agudo:
| forma     | representación | puntos de código | descripción                               |
| --------- | -------------- | ---------------- | ----------------------------------------- |
| Mayúscula | V́              | U+0056 U+0301    | Letra mayúscula latina V con acento agudo |
| minúscula | v́              | U+0076 U+0301    | Letra minúscula latina V con acento agudo |